# Lodiken

Lodiken (ibland Lodikken och på samiska Luvddiidčohkka) är ett berg i Kautokeino kommun, Norge vars fjälltopp ligger 638 meter högt . Berget är en av mätpunkterna på världsarvet Struves meridianbåge.